# سفينة نوح المتجمدة
سفينة نوح المتجمدة هو مشروع حديقة الحيوان المتجمدة الخيري الذي شاركت في إنشائه جمعية الحيوان في لندن ومتحف التاريخ الطبيعي وجامعة نوتينجهام. يهدف المشروع إلى الحفاظ على الحمض النووي والخلايا الحية للأنواع المهددة بالانقراض لاكتساب معرفة جينية ذات فائدة مستقبلية. يجمع مشروع سفينة نوح المتجمدة العينات المأخوذة من الحيوانات في حدائق الحيوان وتلك المهددة بالانقراض في البرية ويخزنها، على أمل أن تنضج تقنيات الاستنساخ يومًا ما بما يكفي لإحياء الأنواع المنقرضة. كان مشروع سفينة نوح المتجمدة منافسًا نهائيًا في مسابقة جائزة ساتشي وساتشي التي يتم منحها للأفكار التي غيرت العالم في عام 2006.